# Karolinenhöhe (Bayreuth)
Karolinenhöhe ist ein Gemeindeteil der kreisfreien Stadt Bayreuth im bayerischen Regierungsbezirk Oberfranken.

## Geografie
Die Einöde ist über einen Anliegerweg zu erreichen, der 0,3 km nördlich nach Karolinenreuth führt.

## Geschichte
Karolinenhöhe wurde in der ersten Hälfte des 20. Jahrhunderts auf dem Gemeindegebiet von Oberkonnersreuth gegründet. Auf einer topographischen Karte von 1940 ist das Anwesen erstmals verzeichnet, jedoch ohne eigenen Namen. Am 1. Januar 1972 wurde Karolinenhöhe im Zuge der Gebietsreform in Bayern nach Bayreuth eingemeindet.

### Einwohnerentwicklung
| Jahr      | 001950 | 001961 | 001970 | 001987 |
| Einwohner | 6      | 4      | 3      | 2      |
| Häuser    | 1      | 1      |        | 1      |
| Quelle    | [ 7 ]  | [ 8 ]  | [ 9 ]  | [ 1 ]  |

## Religion
Karolinenhöhe ist evangelisch-lutherisch geprägt und war ursprünglich nach Heilig Dreifaltigkeit (Bayreuth) gepfarrt. Etwas später war die Pfarrei St. Johannis zuständig.